# Мединцев, Иван Леонтьевич
Иван Леонтьевич Мединцев (4 декабря 1928 год — 4 января 1992 год) — Бригадир монтажников монтажно-строительного управления № 73 треста «Химэлектромонтаж» Министерства среднего машиностроения СССР. Герой Социалистического Труда (1971).

## Биография
Иван Леонтьевич Мединцев родился 4 декабря 1928 года в селе Терисбутак (ныне Мугалжарский район Актюбинской области, Казахстан).  
После окончания семи классов школы поступил в ремесленное училище № 13 города Орск (ныне Оренбургская область), где в 1947 году получил профессию электромонтёра. Его трудовая деятельность началась в Свердловске (ныне Екатеринбург) в производственно-монтажном управлении треста «Химэлектромонтаж».  
В 1951 году Мединцев был переведён в Монтажно-строительное управление № 73 треста «Химэлектромонтаж» в Красноярск-26 (ныне Железногорск, Красноярский край). Здесь он проработал до 1988 года в должности бригадира электромонтажников.  
Мединцев принимал активное участие в строительстве важных объектов военно-промышленного комплекса, включая Горно-химический комбинат. Его бригада выполняла сложные и ответственные электромонтажные работы, внедряя передовые технологии.  
Иван Леонтьевич воспитал множество молодых специалистов, многие из которых продолжили трудиться в МСУ № 73.  

## Награды
Указом Президиума Верховного Совета СССР от 26 апреля 1971 года за успешное выполнение пятилетнего плана и внедрение передовых технологий И. Л. Мединцеву было присвоено звание Героя Социалистического Труда с вручением ордена Ленина и золотой медали «Серп и Молот».
За высокие производственные показатели он награжден медалями, многими знаками отличия и почетными грамотами, ему присвоено звание “Ветеран труда объединения ПМСП “Электрон”.
Его имя неоднократно заносилось на Доску почёта города и предприятия.  